# Darda
Darda es un municipio del condado de Osijek-Baranya, en Croacia.

## Geografía
Se encuentra a una altitud de 85 m s. n. m. (metros sobre el nivel del mar), a 285 km de la capital nacional, Zagreb.

## Demografía
En el censo 2011, el total de población del municipio fue de 6908 habitantes, distribuidos en las siguientes localidades:
- Darda:  5323.
- Mece: 882.
- Švajcarnica: 196.
- Uglješ: 507.

| Gráfica de población de Darda 1857-2011                             |
|                                                                     |
| Según los censos de población de la oficina estadística de Croacia. |